# Visigotia
Visigotia es el nombre con el que ocasionalmente se conoce la región dominada por el pueblo visigodo, durante la Alta Edad Media.

## Historia
Los visigodos, luego del saqueo de Roma en 410, pasaron a la Galia, apoderándose de la ciudad de Toulouse y fundando allí un reino que cubría el Mediodía francés y parte de la península ibérica (con los Pirineos de por medio). Después de la batalla de Vouillé, en el año 507, perdieron todos sus dominios al norte de los Pirineos salvo la Septimania, quedando relegados a la península ibérica misma, que pasará a ser la región de Visigotia por antonomasia. En dichas tierras durarán hasta el año 725, en que fueron aniquilados por los conquistadores musulmanes.